# Olympische Sommerspiele 1948/Teilnehmer (Jugoslawien)
| Gelbes Symbol für Goldmedaillen mit stilisierten Olympischen Ringen | Graues Symbol für Silbermedaillen mit stilisierten Olympischen Ringen | Braundes Symbol für Bronzemedaillen mit stilisierten Olympischen Ringen |
| ------------------------------------------------------------------- | --------------------------------------------------------------------- | ----------------------------------------------------------------------- |
| —                                                                   | 2                                                                     | —                                                                       |

Die Sozialistische Föderative Republik Jugoslawien nahm an den Olympischen Sommerspielen 1948 in London mit einer Delegation von 90 Athleten (79 Männer und 11 Frauen) an 35 Wettkämpfen in acht Wettbewerben teil.
Die jugoslawischen Sportler gewannen zwei Silbermedaillen: der Leichtathlet Ivan Gubijan wurde im Hammerwurf ebenso Zweiter wie die Fußballmannschaft der Männer. Fahnenträger bei der Eröffnungsfeier war der Wasserballspieler Božo Grkinić.

## Teilnehmer nach Sportarten

### Fußball
- Silber 
Aleksandar Atanacković
Stjepan Bobek
Miroslav Brozović
Željko Čajkovski
Zlatko Čajkovski
Zvonimir Cimermančić
Miodrag Jovanović
Ljubomir Lovrić
Prvoslav Mihajlović
Rajko Mitić
Branko Stanković
Franjo Šoštarić
Kosta Tomašević
Bernard Vukas
Franjo Wölfl

### Kunstwettbewerbe
- Vladimir Turina
- Franjo Neidhardt
- Predrag Kovačević
- Dragan Boltar

### Leichtathletik
Männer
- Zvonimir Sabolović
400 m: im Viertelfinale ausgeschieden
4-mal-400-Meter-Staffel: im Halbfinale ausgeschieden
- Marko Račič
400 m: im Viertelfinale ausgeschieden
4-mal-400-Meter-Staffel: im Halbfinale ausgeschieden
- Petar Šegedin
3000 m Hindernis: 6. Platz
- Đorđe Stefanović
3000 m Hindernis: im Vorlauf ausgeschieden
- Jerko Bulić
4-mal-400-Meter-Staffel: im Halbfinale ausgeschieden
- Aleksandar Ćosić
4-mal-400-Meter-Staffel: im Halbfinale ausgeschieden
- Danilo Žerjal
Diskuswurf: 16. Platz
- Ivan Gubijan
Hammerwurf: Silber
- Mirko Vujačić
Speerwurf: 7. Platz
- Dušan Vujačić
Speerwurf: 15. Platz
- Oto Rebula
Zehnkampf: Wettkampf nicht beendet
- Davorin Marčelja
Zehnkampf: 18. Platz

Frauen
- Alma Butia
100 m: im Vorlauf ausgeschieden
200 m: im Vorlauf ausgeschieden
- Marija Radosavljević
Kugelstoßen: 7. Platz
- Julija Matej
Diskuswurf: 21. Platz

### Radsport
- Aleksandar Zorić
Straßenrennen: Rennen nicht beendet
Mannschaftswertung: Rennen nicht beendet
- Aleksandar Strain
Straßenrennen: Rennen nicht beendet
Mannschaftswertung: Rennen nicht beendet
- August Prosenik
Straßenrennen: Rennen nicht beendet
Mannschaftswertung: Rennen nicht beendet
- Milan Poredski
Straßenrennen: Rennen nicht beendet
Mannschaftswertung: Rennen nicht beendet

### Rudern
- Dragutin Petrovečki
Einer: im Viertelfinale ausgeschieden
- Duško Ðorđević
Zweier mit Steuermann: im Halbfinale ausgeschieden
Vierer mit Steuermann: im zweiten Vorlauf ausgeschieden
- Predrag Sarić
Zweier mit Steuermann: im Halbfinale ausgeschieden
Achter mit Steuermann: im Viertelfinale ausgeschieden
- Marko Horvatin
Zweier mit Steuermann: im Halbfinale ausgeschieden
- Vladeta Ristić
Zweier mit Steuermann: im Halbfinale ausgeschieden
- Petar Ozretić
Vierer ohne Steuermann: im Viertelfinale ausgeschieden
- Ivo Lipanović
Vierer ohne Steuermann: im Viertelfinale ausgeschieden
- Mate Mojtić
Vierer ohne Steuermann: im Viertelfinale ausgeschieden
- Klement Alujević
Vierer ohne Steuermann: im Viertelfinale ausgeschieden
- Stipe Bujas
Vierer mit Steuermann: im zweiten Vorlauf ausgeschieden
- Jakov Labura
Vierer mit Steuermann: im zweiten Vorlauf ausgeschieden
- Daniel Krnčević
Vierer mit Steuermann: im zweiten Vorlauf ausgeschieden
- Stipe Krnčević
Vierer mit Steuermann: im zweiten Vorlauf ausgeschieden
- Ivan Telesmanić
Achter mit Steuermann: im Viertelfinale ausgeschieden
- Bogdan Sirotanović
Achter mit Steuermann: im Viertelfinale ausgeschieden
- Slobodan Jovanović
Achter mit Steuermann: im Viertelfinale ausgeschieden
- Karlo Pavlenč
Achter mit Steuermann: im Viertelfinale ausgeschieden
- Branko Becić
Achter mit Steuermann: im Viertelfinale ausgeschieden
- Sreta Novičić
Achter mit Steuermann: im Viertelfinale ausgeschieden
- Sveto Drenovac
Achter mit Steuermann: im Viertelfinale ausgeschieden
- Mile Petrović
Achter mit Steuermann: im Viertelfinale ausgeschieden

### Schwimmen
Männer
- Marijan Stipetić
400 m Freistil: im Halbfinale ausgeschieden
1500 m Freistil: 5. Platz
- Janko Puhar
400 m Freistil: im Halbfinale ausgeschieden
1500 m Freistil: im Vorlauf ausgeschieden
4-mal-200-Meter-Freistil-Staffel: 5. Platz
- Branko Vidović
400 m Freistil: im Halbfinale ausgeschieden
4-mal-200-Meter-Freistil-Staffel: 5. Platz
- Vanja Illić
1500 m Freistil: im Vorlauf ausgeschieden
4-mal-200-Meter-Freistil-Staffel: 5. Platz
- Tone Cerer
200 m Brust: 5. Platz
- Ciril Pelhan
4-mal-200-Meter-Freistil-Staffel: 5. Platz

### Turnen
Männer
- Stjepan Boltežar
Einzelmehrkampf: 78. Platz
Boden: 69. Platz
Pferdsprung: 91. Platz
Barren: 87. Platz
Reck: 95. Platz
Ringe: 67. Platz
Seitpferd: 65. Platz
Mannschaftsmehrkampf: 10. Platz
- Konrad Grilc
Einzelmehrkampf: 46. Platz
Boden: 61. Platz
Pferdsprung: 44. Platz
Barren: 44. Platz
Reck: 44. Platz
Ringe: 52. Platz
Seitpferd: 41. Platz
Mannschaftsmehrkampf: 10. Platz
- Karel Janež
Einzelmehrkampf: 103. Platz
Boden: 92. Platz
Pferdsprung: 90. Platz
Barren: 92. Platz
Reck: 113. Platz
Ringe: 111. Platz
Seitpferd: 95. Platz
Mannschaftsmehrkampf: 10. Platz
- Drago Jelić
Einzelmehrkampf: 75. Platz
Boden: 91. Platz
Pferdsprung: 75. Platz
Barren: 96. Platz
Reck: 61. Platz
Ringe: 80. Platz
Seitpferd: 66. Platz
Mannschaftsmehrkampf: 10. Platz
- Ivica Jelić
Einzelmehrkampf: 76. Platz
Boden: 81. Platz
Pferdsprung: 40. Platz
Barren: 92. Platz
Reck: 92. Platz
Ringe: 59. Platz
Seitpferd: 64. Platz
Mannschaftsmehrkampf: 10. Platz
- Josip Kujundžić
Einzelmehrkampf: 54. Platz
Boden: 14. Platz
Pferdsprung: 28. Platz
Barren: 56. Platz
Reck: 46. Platz
Ringe: 78. Platz
Seitpferd: 72. Platz
Mannschaftsmehrkampf: 10. Platz
- Miro Longyka
Einzelmehrkampf: 71. Platz
Boden: 50. Platz
Pferdsprung: 23. Platz
Barren: 86. Platz
Reck: 61. Platz
Ringe: 77. Platz
Seitpferd: 78. Platz
Mannschaftsmehrkampf: 10. Platz
- Jakob Šubelj
Einzelmehrkampf: 85. Platz
Boden: 74. Platz
Pferdsprung: 32. Platz
Barren: 105. Platz
Reck: 93. Platz
Ringe: 103. Platz
Seitpferd: 81. Platz
Mannschaftsmehrkampf: 10. Platz

Frauen
- Dragica Basletić
Mannschaftsmehrkampf: 7. Platz
- Neža Černe
Mannschaftsmehrkampf: 7. Platz
- Vida Gerbč
Mannschaftsmehrkampf: 7. Platz
- Zlatica Mijatović
Mannschaftsmehrkampf: 7. Platz
- Ruža Vojsk
Mannschaftsmehrkampf: 7. Platz
- Draginja Ðipalović
Mannschaftsmehrkampf: 7. Platz
- Dragana Đorđević
Mannschaftsmehrkampf: 7. Platz
- Tanja Žutić
Mannschaftsmehrkampf: 7. Platz

### Wasserball
- 9. Platz
Ivo Štakula
Ivo Kurtini
Zdravko-Ćiro Kovačić
Božo Grkinić
Ivo Giovanelli
Luka Ciganović
Marko Brainović
Veljko Bakašun
Juraj Amšel